# ソシオコーポレーション
株式会社ソシオコーポレーション（英: SOCIO CORPORATION）は、東京都練馬区に本社を置き、製図用品やバレエ用品の販売、ニュースサイトであるロケットニュース24の配信などを行う日本の企業。

## 概要
事業の中心は製図用品・測量用品・バレエ用品の販売であるが、ニュースサイトであるロケットニュース24並びにPouch（ポーチ）の運営も手がけている。ロケットニュース24並びにPouchの運営はメディア事業部が担当している。

## 沿革
- 1994年12月28日 - 設立。
- 2010年6月3日 - ニュースサイトであるPouch（ポーチ）の運営を開始[3]。

## 主な事業

### 製図用品・測量用品販売事業
ソシオコーポレーションの主力事業。

### バレエ用品販売事業
自社運営による通販サイトであるImport Ballet Supplyの他にも、楽天市場にもバレエ専門店ミニヨンとして出店している。

### メディア事業

#### Pouch（ポーチ）
女性向けのニュースサイトで、ロケットニュース24で伝えきれない記事も掲載している。

## 不祥事
- 2015年10月8日に、メディア事業部の社員が「ロケットニュース24」と「Pouch」において、提供表記のない広告記事（ステマ記事）を掲載したことが判明した。社員は、2014年からソシオコーポレーションに無断で広告記事を販売し、私的な利益を得ていたという。当該記事はすでに削除され、ソシオコーポレーションは当該社員に対して処分を行った[4][5]。

## 事業所
- 本社 - 東京都練馬区東大泉6-52-11
- メディア事業部 - 東京都新宿区新宿2-14-6